# Gérasime du Jourdain
Gérasime du Jourdain est un saint moine de Palestine († 475), anachorète et fondateur d'une laure aux abords du Jourdain. Il est fêté le 4 mars par les orthodoxes (l'ancien calendrier orthodoxe le fête le 17 mars) et les catholiques.

## Biographie
Gérasime naît en Lycie (Cappadoce) dans une famille aisée, mais il décide de tout quitter pour suivre à la lettre l'Évangile et se rend en Égypte, dans le désert de la Thébaïde où affluaient les moines. Il retourne en Lycie, puis se rend en pèlerinage en Terre sainte à Jérusalem vers 450. Il s'installe ensuite comme ermite près du Jourdain en suivant l'exemple d'Euthyme le Grand.  
Pour des disciples venus suivre son enseignement, Gérasime entreprend de construire une laure, l'un des premiers monastères du désert de Juda, où il se fait reconnaître pour son ascétisme. Comme l'écrit saint Cyrille de Jérusalem dans sa Vie de saint Euthyme le Grand, Gérasime a été un temps convaincu par l'hérésie d'Eutychès et Dioscore, mais bientôt il s'en détache et devient fervent partisan du concile de Chalcédoine. Il est l'un des premiers à mettre en place la vie cénobitique associée à la solitude du désert en regroupant les moines au monastère durant les samedis et les dimanches. 
La tradition rapporte qu'il a pu apprivoiser un lion du désert. Ce fait peut à la fois signifier qu'en effet il a pu avoir domestiqué un animal sauvage, mais qu'il a surtout, d'un point de vue spirituel, domestiqué ses propres instincts. Il soigne le lion de ses blessures, lui donne le nom de Jourdain (allusion à un baptême spirituel) et celui-ci vint pendant cinq ans chercher sa nourriture auprès de l'ermite. Une fois mort de vieillesse, il est enterré auprès de Gérasime.

## Monastère de Saint-Gérasime
Le monastère fondé par Gérasime, la laure de Calamon, est confronté aux invasions perse puis sarrasine et abandonné à la fin du XIIIe siècle. Aujourd'hui existe un autre monastère grec à proximité et baptisé Saint-Gérasime en son hommage, Deir Hajla (en) en arabe. Il se trouve sur la route de Jéricho, non loin d'un lieu où la tradition chrétienne rapporte que la Sainte Famille s'y est reposée au moment de la Fuite en Égypte pour échapper au massacre des saints Innocents.

## Source
- (ru) Cet article est partiellement ou en totalité issu de l’article de Wikipédia en russe intitulé « Герасим Иорданский » (voir la liste des auteurs).